# Mansfeld
Mansfeld ist eine Landstadt im Landkreis Mansfeld-Südharz, Sachsen-Anhalt (Deutschland). Die Stadt im östlichen Harzvorland beherbergte mit Burg Mansfeld den Sitz einer seit dem 10. Jahrhundert bestehenden Grafschaft und ist Namensgeber der bis in das späte 20. Jahrhundert bestehenden Montanregion Mansfelder Mulde.

## Geografie
Die Stadt Mansfeld liegt im östlichen Harzvorland, etwa 35 km nordwestlich von Halle (Saale). Das Gebiet der Gemarkung Mansfeld umfasst das Tal der Wipper, einige Seitentäler, die sich nach Westen zur Wipper öffnen, sowie die Bergrücken zwischen den Tälern, die durchschnittliche Höhen von 300 bis 350 m ü. NN erreichen und bereits zum Unterharz gehören.

### Nachbargemeinden
Nachbargemeinden sind Arnstein im Norden, Hettstedt, Gerbstedt, Klostermansfeld, Benndorf und Ahlsdorf im Osten, Hergisdorf, Allstedt und Sangerhausen im Süden und Harzgerode sowie Falkenstein/Harz (beide Landkreis Harz) im Westen.

### Geologie
Mansfeld liegt regionalgeologisch in der östlichen Harzabdachung sowie dem östlichen Harzvorland. Erstere wird geprägt durch die paläozoischen marinen Sedimente der Harzgeröder Zone, die Einschaltungen aus Kalksteinen sowie Diabasen enthalten. Im Nordwesten, bei Molmerswende, stehen die Graptolithen-reichen silurischen Bereiche dieser Zone an. Einmal quer durch die Gemeinde verläuft südöstlich anschließend bei Wippra und Friesdorf, die Wippraer Zone, die ein höher-metamorphes Stockwerk darstellt. In dieser gibt es verschiedengradig metamorphe Streifen, u. a. aus Phylliten. Die Harzgeröder Zone und die Wippraer Zone gehören zum Grundgebirge des Variszischen Gebirges, das vor ca. 300 Millionen Jahren verfaltet wurden.
Östlich anstehend, bei Annarode und Siebigerode, folgt im Untergrund das Vorland des ehemaligen Variszischen Gebirges mit mächtigen Rotliegendsedimenten, darunter Konglomerate und Sandsteine der Mansfeld-Schichten. Diese sind an der Erdoberfläche an der rötlichfärbung des Mutterbodens zu erahnen. Die Rotliegendsedimente überliefern einen ehemaligen ariden Raum vor ca. 290 Millionen Jahren.
Weiter östlich, bei Großörner, folgt der Randsaum der Mansfelder Mulde aus dem Zechstein. Dieser besteht aus der Füllung eines alten Meeres, darunter sind Tonstein und Kalkstein zu nennen. Ganz an der Basis des Zechsteins liegt eine Tonsteinsequenz, die wegen ihrer ausgeprägten Kupfer-Silber-Sulfidlagerstätten als Kupferschiefer bekannt ist. Sie wurde in der Vergangenheit intensiv abgebaut, siehe Mansfeld (Unternehmen).
Weiter östlich befinden sich die triassischen Zonen des Buntsandsteins.

### Klima

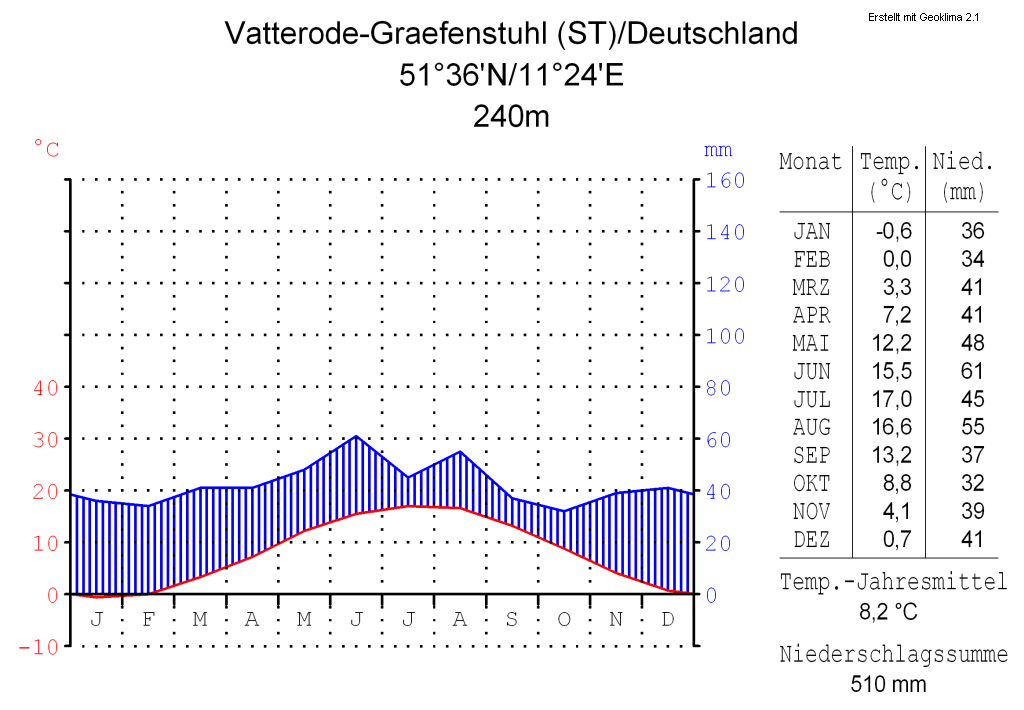
Klimadiagramm

Die durchschnittliche Lufttemperatur in Vatterode-Gräfenstuhl beträgt 8,2 °C, der jährliche Niederschlag 510 Millimeter.

### Stadtgliederung
Zu Mansfeld gehören die Kernstadt mit den Stadtteilen Mansfeld, Kajendorf (Stadtteil von Leimbach) und Leimbach sowie die folgenden Ortsteile:
| Ortsteil                                  | Einwohner | Die Ortschaften von Mansfeld (anklickbare Karte) |
| ----------------------------------------- | --------- | ------------------------------------------------ |
| Abberode (mit Steinbrücken und Tilkerode) | 341       | Die Ortschaften von Mansfeld (anklickbare Karte) |
| Annarode                                  | 476       | Die Ortschaften von Mansfeld (anklickbare Karte) |
| Biesenrode (mit Saurasen)                 | 404       | Die Ortschaften von Mansfeld (anklickbare Karte) |
| Braunschwende                             | 511       | Die Ortschaften von Mansfeld (anklickbare Karte) |
| Friesdorf (mit Rammelburg)                | 318       | Die Ortschaften von Mansfeld (anklickbare Karte) |
| Gorenzen (mit Baumerode)                  | 327       | Die Ortschaften von Mansfeld (anklickbare Karte) |
| Großörner (mit Rödgen)                    | 1.932     | Die Ortschaften von Mansfeld (anklickbare Karte) |
| Hermerode                                 | 109       | Die Ortschaften von Mansfeld (anklickbare Karte) |
| Mansfeld (mit Leimbach)                   | 3.168     | Die Ortschaften von Mansfeld (anklickbare Karte) |
| Möllendorf (mit Blumerode)                | 283       | Die Ortschaften von Mansfeld (anklickbare Karte) |
| Molmerswende (mit Horbeck und Leinemühle) | 256       | Die Ortschaften von Mansfeld (anklickbare Karte) |
| Piskaborn (mit Wimmelrode)                | 251       | Die Ortschaften von Mansfeld (anklickbare Karte) |
| Ritzgerode                                | 81        | Die Ortschaften von Mansfeld (anklickbare Karte) |
| Siebigerode                               | 587       | Die Ortschaften von Mansfeld (anklickbare Karte) |
| Vatterode (mit Gräfenstuhl)               | 627       | Die Ortschaften von Mansfeld (anklickbare Karte) |
| Insgesamt                                 | 10.083    | Die Ortschaften von Mansfeld (anklickbare Karte) |

Der Ortsteil Mansfeld trägt den Namenszusatz Lutherstadt (Mansfeld-Lutherstadt), der darauf beruht, dass der Reformator Martin Luther einen Großteil seiner Kindheit im Ort verbrachte.

## Geschichte

### Mittelalter

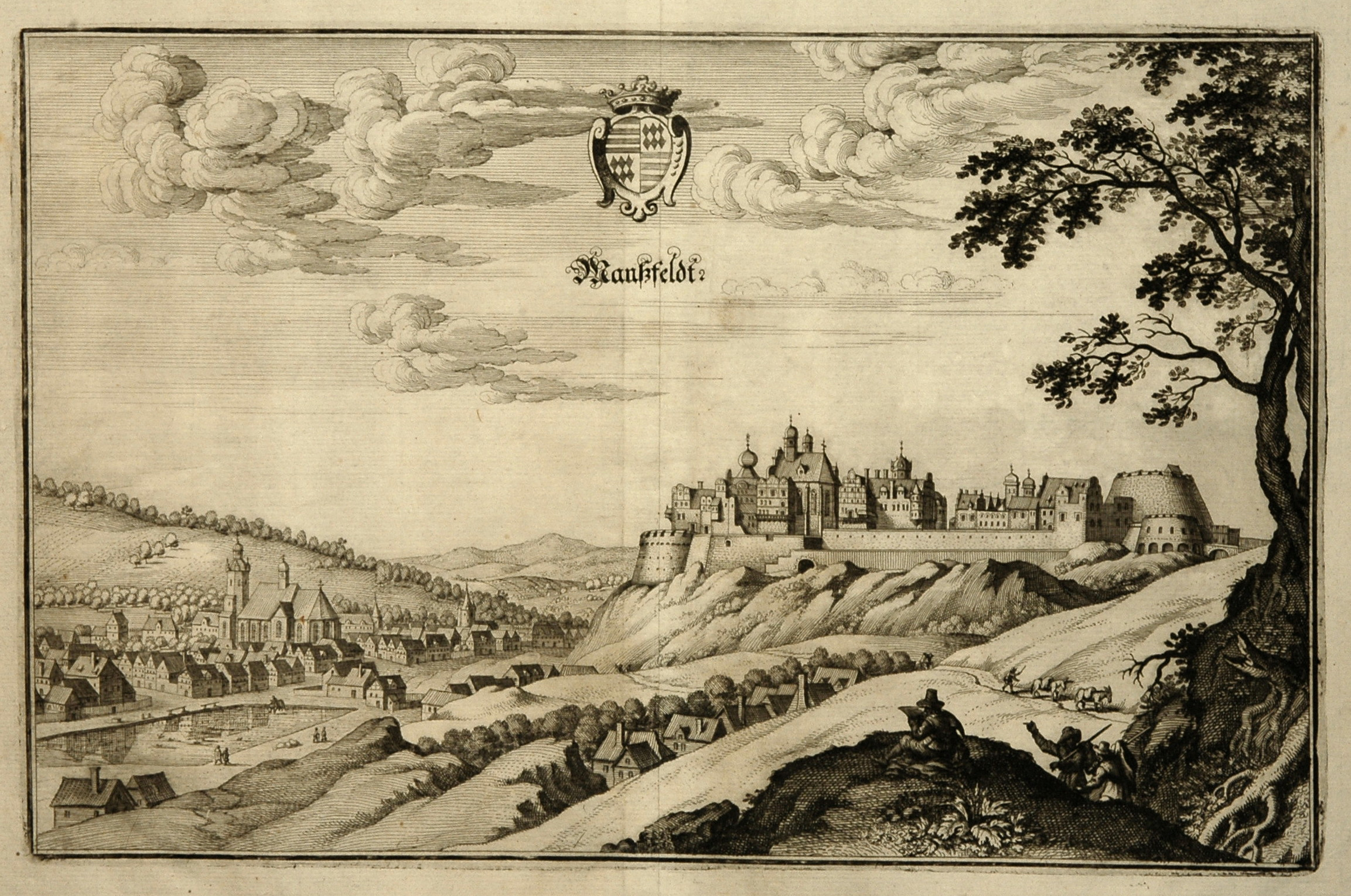
Mansfeld, Kupferstich um 1650

Im Jahre 1400 erhielt Mansfeld Stadtrechte. Die Entwicklung des Ortes bestimmte die Kupfer- und Silbergewinnung in Hütten. Seit 1996 trägt die Stadt den Beinamen „Lutherstadt“. Der Vater von Martin Luther, Hans Luder, siedelte sich hier 1484 als Hüttenmeister an. Luther verlebte im Ort seine Kindheit und besuchte 1488 bis 1496 die Schule, deren Standort urkundlich belegt ist. Das Gebäude „Luthers Schule“ wurde aufgrund baulicher Mängel abgerissen und 2000 neu aufgebaut. Im Elternhaus von Martin Luther befindet sich ein Museum. In der bereits 1497 vorhandenen St.-Georgs-Kirche war Luther Ministrant.

### Frühe Neuzeit
Bereits im 16. Jahrhundert hatten die Grafen von Mansfeld so große Schulden angehäuft, dass die Lehensherren Kursachsen und Magdeburg 1570 die Zwangsverwaltung übernahmen, um es vor dem Zugriff der Gläubiger zu schützen. Die Grafen behielten alle Rechte als auch Sitz und Stimme bei den Reichstagen und den obersächsischen Kreistagen. Im Kronvertrag von 1700 beschlossen die Preußen, als Nachfolger der Magdeburger, die Verwaltung wieder zurückzugeben, was am 7. September 1716 auch geschah. Die Schuldenlast war aber nicht wirklich weniger geworden, daher blieb Kursachsen bei der Zwangsverwaltung. Bereits 1751 musste der letzte Fürst von Mansfeld Heinrich Paul Franz II. das erst 1690 erhaltene Fürstentum Fondi verkaufen. Er hinterließ 786.393 Taler Schulden, zum Vergleich die Zwangsverwaltung seit 1590 hatte nur rund 400.000 Taler eingebracht.
Nach dem Tod des letzten Grafen im Jahr 1780 ging die Stadt zusammen mit dem übrigen preußischen Anteil der Grafschaft an das brandenburg-preußische Herzogtum Magdeburg. Die Stadt Mansfeld unterstand als sogenannte Immediatstadt direkt der Regierung des Herzogtums in Magdeburg. Die damals noch selbstständige Stadt Leimbach war eine Mediatstadt und gehörte ebenfalls zum Herzogtum. Kursachsen erhielt Eisleben.

### Moderne

Aquarell um 1830

#### Napoleonische Kriege und Restauration
Im Jahre 1807 ordnete Napoleon Mansfeld dem Königreich Westphalen seines Bruders Jérôme zu. Die Stadt gehörte seitdem zum Distrikt Halle im Saale-Departement. Von der ehemaligen Grafschaft blieben die Ämter Adern, Bockstadt und Bornstedt bei Sachsen.
Nach der Neuorganisation der Kreisgliederung im preußischen Staat nach dem Wiener Kongress wurde zum 1. Oktober 1816 der Mansfelder Seekreis im Regierungsbezirk Merseburg der preußischen Provinz Sachsen eingerichtet, dem die Stadt Mansfeld zugeordnet wurde. Das Landratsamt des Mansfelder Seekreises war seitdem in Eisleben, welches ursprünglich zum sächsischen Teil der Grafschaft Mansfeld gehörte.

#### Zeit des Zweiten Weltkriegs

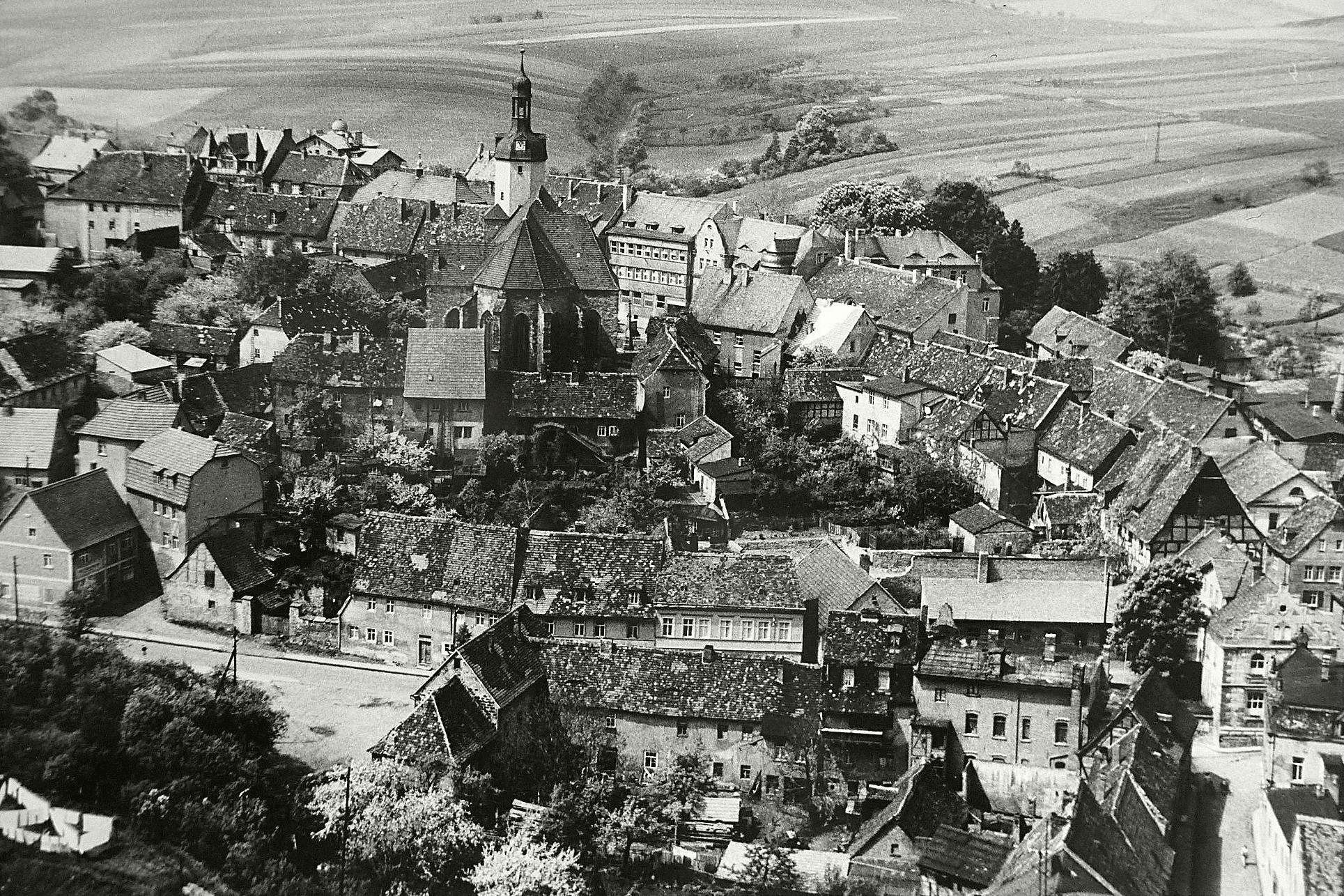
Blick vom Schloss auf den Stadtkern von Mansfeld, um 1930

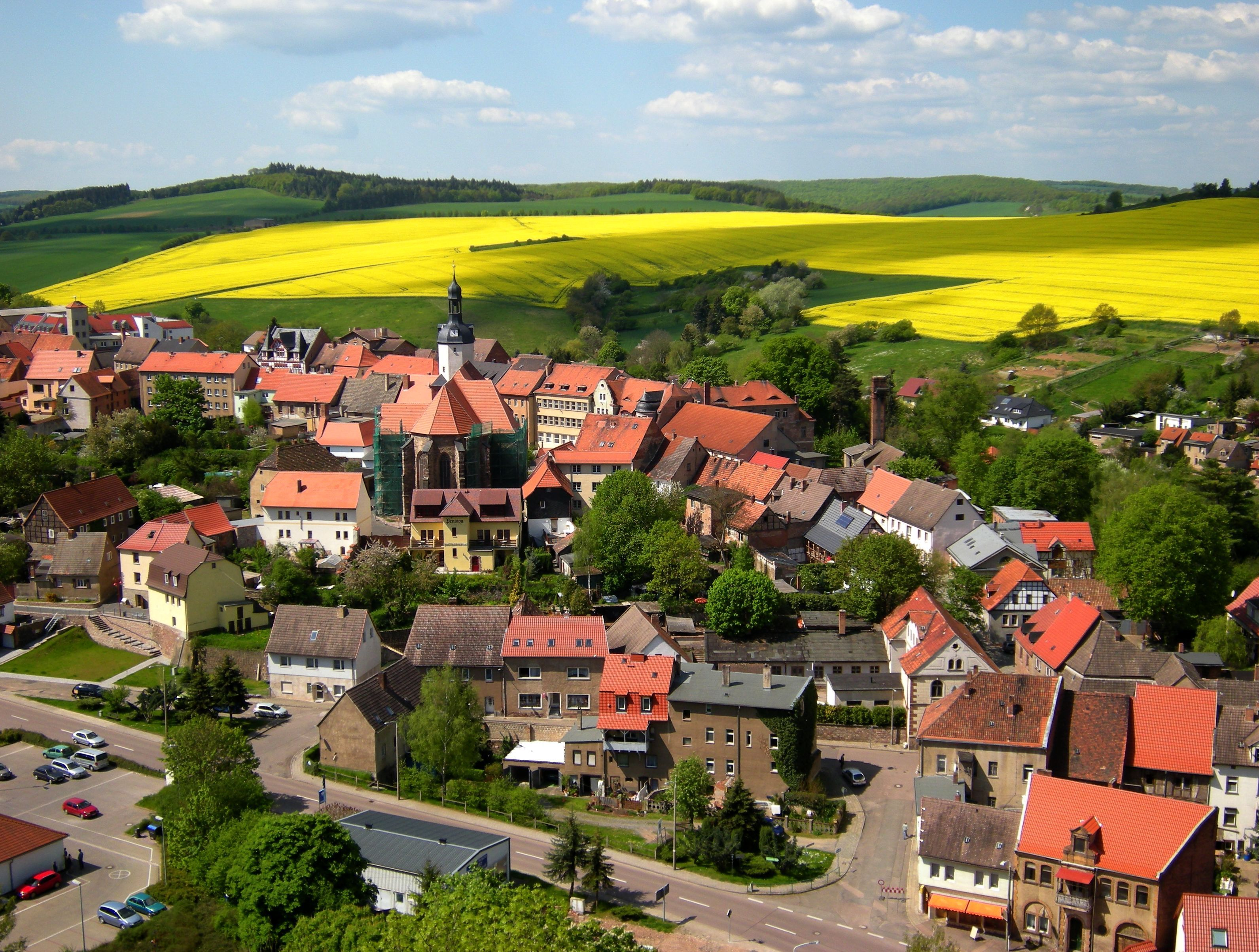
Gleicher Blickwinkel, um 2007

Während des Zweiten Weltkrieges wurde im Gasthaus „Schloß Mansfeld“ des Ortsteiles Leimbach ein Arbeitslager für 100 süddeutsche sogenannte Halbjuden eingerichtet, die im Rahmen des Sonderkommandos J Zwangsarbeit verrichten mussten.
Gegen Ende des Zweiten Weltkrieges wurde das Gebiet durch die amerikanischen Streitkräfte von der nationalsozialistischen Herrschaft befreit. Zur Verteidigung des Ortes hatten Angehörige des Volkssturms die heutige Bundesstraße 86 südwestlich von Annarode mit sechs zur Panzerabwehr umfunktionierten FlaK-Geschützen und Panzersperren befestigt. Am 13. April 1945 kam es zu einem kurzen Feuergefecht an der Bundesstraße 86 bei Pölsfeld, als ein Geschütz auf die amerikanischen Streitkräfte schoss und durch erwidertes Feuer vernichtet wurde. Daraufhin ergaben sich die anderen Stellungen.
Später marschierte die 9. amerikanische Armee in das Gebiet ein und besetzte es. Gemäß der Beschlüsse der Konferenz von Jalta wurde im Juli 1945 das Mansfelder Land wie weite Teile Ostdeutschlands von den Amerikanern an die Rote Armee übergeben und kam dadurch wieder in den Einfluss des nächsten totalitären Regimes (Sowjetunion).

#### Nachkriegszeit und DDR
Aus der sowjetischen Besatzungszone wurde 1949 die Deutsche Demokratische Republik, wodurch auch in Mansfeld die Politik von der Staatspartei SED diktiert wurde, die Opposition weiter politisch verfolgt und weite Teile der Wirtschaft verstaatlicht wurden. Durch die Einstellung des Kupferschieferbergbaus im Mansfelder Land (siehe Mansfeld (Unternehmen)) nahm die Bevölkerungsanzahl seit den 1960er Jahren stetig ab. Mansfeld wurde nach einer kurzen Zugehörigkeit zum, aus der ehemaligen preußischen Provinz Sachsen und dem Freistaat Anhalt gegründeten, Bundesland Sachsen-Anhalt nach dessen Auflösung in den DDR-Bezirk Halle, Kreis Hettstedt, eingegliedert. Zu diesem gehörten alle heutigen Mansfelder Ortschaften bis auf Annarode und Siebigerode, die dem Kreis Eisleben angegliedert waren.

#### Nachwendezeit
Nach der Wende und friedliche Revolution in der DDR wurden in Mansfeld erstmals wieder demokratische Wahlen durchgeführt und bürgerliche Freiheiten zurückgewonnen. Wie in weiten Teilen Ostdeutschlands ging jedoch die für den Sozialismus gewachsene Wirtschaft an der neuen Marktwirtschaft größtenteils zu Grunde, wodurch in den 1990er und 2000er Jahren in und um Mansfeld eine hohe Arbeitslosigkeit herrschte und sich der Abwanderungstrend seit 1960 weiter fortsetzte. Mansfeld kam im wiedergegründeten Bundesland Sachsen-Anhalt nach einer kurzen Zugehörigkeit im neuen Landkreis Hettstedt im Jahre 1994 an den nach einer Kreisreform entstandenen Landkreis Mansfelder Land, der 2007 mit dem Landkreis Sangerhausen zum Landkreis Mansfeld-Südharz fusioniert wurde.

#### Eingemeindungen
Die Stadt Leimbach wurde 1950 eingegliedert. Im Jahr 2005 wurden acht Gemeinden in die Stadt Mansfeld eingegliedert, die früher teilweise im Amt Rammelburg lagen. Mit diesen Eingemeindungen hat Mansfeld seine Fläche fast versiebenfacht, die Einwohnerzahl annähernd verdreifacht. Im Jahr 2009 folgten weitere sechs Gemeinden.
| Ehemalige Gemeinde | Datum      | Anmerkung                     |
| ------------------ | ---------- | ----------------------------- |
| Abberode           | 06.03.2009 |                               |
| Annarode           | 01.01.2005 |                               |
| Biesenrode         | 01.01.2005 |                               |
| Blumerode          | 01.07.1950 | Eingemeindung nach Möllendorf |
| Braunschwende      | 06.03.2009 |                               |
| Friesdorf          | 06.03.2009 |                               |
| Gorenzen           | 01.01.2005 |                               |
| Gräfenstuhl        | 01.07.1950 | Eingemeindung nach Vatterode  |
| Großörner          | 01.01.2005 |                               |
| Hermerode          | 06.03.2009 |                               |
| Leimbach           | 01.07.1950 |                               |
| Möllendorf         | 01.01.2005 |                               |
| Molmerswende       | 06.03.2009 |                               |
| Piskaborn          | 01.01.2005 |                               |
| Rammelburg         | 01.07.1950 | Eingemeindung nach Friesdorf  |
| Ritzgerode         | 06.03.2009 |                               |
| Siebigerode        | 01.01.2005 |                               |
| Steinbrücken       | 01.07.1950 | Eingemeindung nach Abberode   |
| Tilkerode          | 01.07.1950 | Eingemeindung nach Abberode   |
| Vatterode          | 01.01.2005 |                               |
| Wimmelrode         | 01.07.1950 | Eingemeindung nach Piskaborn  |

## Religion
Durch die im 16. Jahrhundert durchgeführte Reformation wurde Mansfeld evangelisch-lutherisch.

### Evangelisch-lutherische Kirche

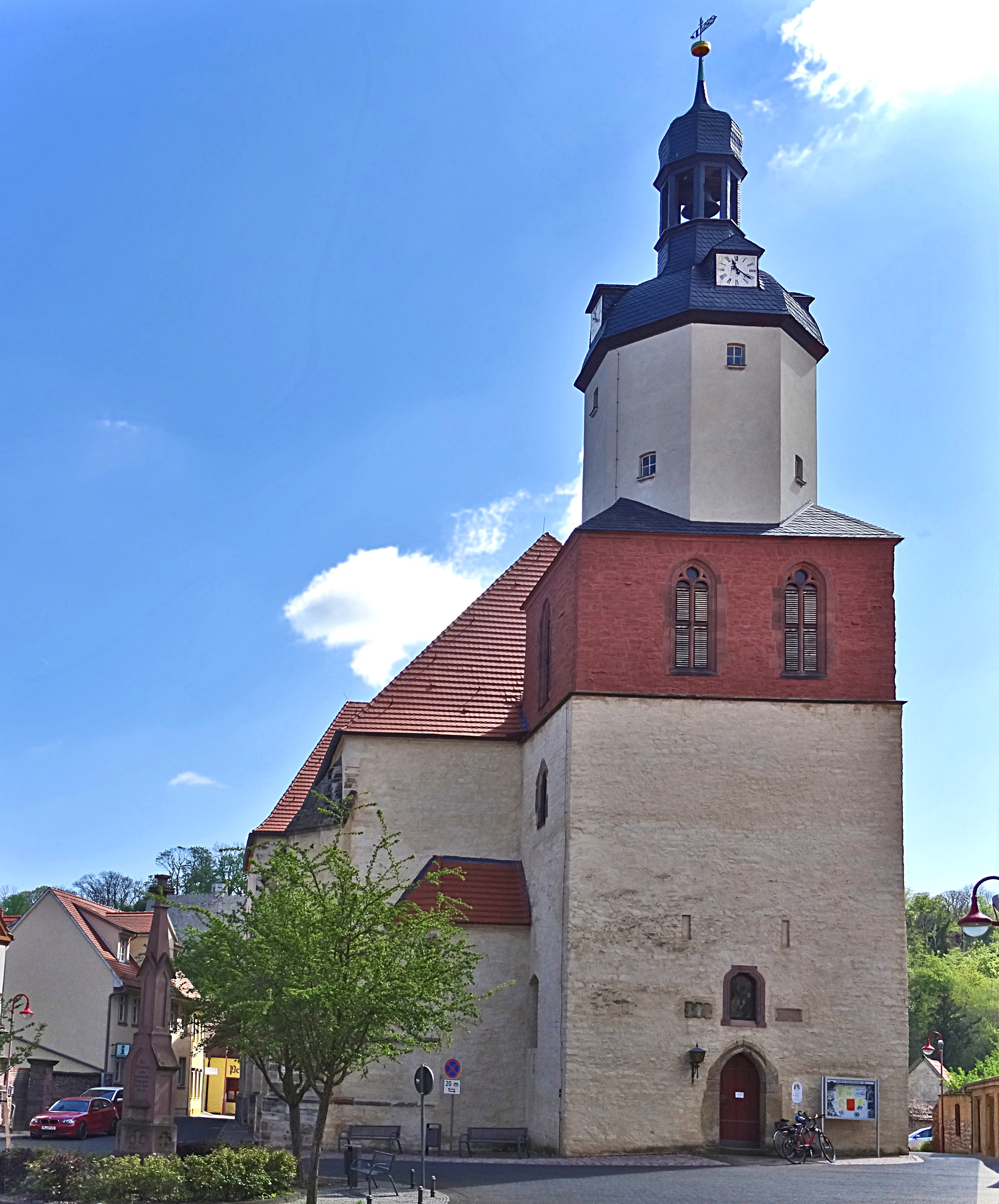
St.-Georg-Kirche

Neben der St.-Georg-Kirche und der Schlosskirche in Mansfeld gehören auch die St.-Anna-Kirche in Annarode, die St.-Bartholomäus-Kirche in Biesenrode, die St.-Maria-Magdalena-Kirche in Braunschwende, die St.-Martin-Kirche in Friesdorf, die St.-Laurentius-Kirche in Gorenzen, die St.-Andreas-Kirche in Großörner, die St.-Matthäus-Kirche in Hermerode, die St.-Peter-und-Paul-Kirche in Leimbach, die St.-Stephanus-Kirche in Molmerswende, die St.-Stephani-Kirche in Möllendorf, die St.-Nikolaus-Kirche in Piskaborn, die St. Georg-Kirche in Siebigerode und die St. Bonifatius-Kirche in Vatterode zum Kirchenkreis Eisleben-Sömmerda der Evangelischen Kirche in Mitteldeutschland. Die Kapelle in Steinbrücken entstand aus einem ehemaligen Spritzenhaus.

### Römisch-katholische Kapelle
Durch die vermehrte Einwanderung von Katholiken in die seit der Reformation evangelische Region des Mansfelder Gebirgskreises in der zweiten Hälfte des 19. Jahrhunderts infolge des Kupferbergbaus im Mansfelder Revier entstand bald der Wunsch nach katholischen Gottesdiensten. Nachdem sich 1890 in Klostermansfeld ein katholischer Geistlicher niedergelassen hatte, fanden in Leimbach katholische Gottesdienste statt. Nach dem Zweiten Weltkrieg kamen durch die Flucht und Vertreibung Deutscher aus Mittel- und Osteuropa weitere Katholiken nach Mansfeld und in die umliegenden Ortschaften, sie gehörten zunächst zur Pfarrei Klostermansfeld.
Am 1. September 1952 wurde die Kuratie Mansfeld II mit Sitz in Leimbach gegründet. Das Missionshaus in Leimbach verfügte über eine Kapelle. Die Gottesdienste fanden sonntags weiterhin in der evangelischen St.-Georg-Kirche in Mansfeld statt, und werktags in der Kapelle in Leimbach. Am 1. März 1996 wurde die Kuratie Mansfeld aufgelöst und Mansfeld wurde wieder in die Pfarrei Klostermansfeld eingegliedert. Heute gehören Katholiken in Mansfeld zur Pfarrei St. Georg Hettstedt, die nächstliegende Kirche ist St. Joseph (Klostermansfeld).

## Politik

### Stadtrat
Seit der Kommunalwahl am 9. Juni 2024 verteilen sich die 19 Sitze des Stadtrates wie folgt auf die einzelnen Listen und Parteien:
| Partei / Liste | Sitze |
| CDU            | 4     |
| AfD            | 5     |
| LINKE          | 1     |
| SPD            | 1     |
| FBM            | 5     |
| Wählergruppen  | 3     |
| Gesamt         | 19    |

### Wappen
Blasonierung: „In Rot linkshin gewendet der heilige Georg in goldener Rüstung auf einem golden gezäumten Schimmel, mit dem mit gold-schwarzer Kreuzfahne bewimpelten Spieß einen geflügelten grünen Drachen durchbohrend.“
Das Wappen wurde in seiner jetzigen Form vom Kommunalheraldiker Jörg Mantzsch gestaltet.

## Gedenkstätten
- Denkmal für die Gefallenen zweier Weltkriege im Ortsteil Leimbach
- Gedenktafel in niederländischer Sprache für den Naturforscher Franz Wilhelm Junghuhn, in der Junghuhnstraße neben der St.-Georgs-Kirche
- Gedenktafel für den Naturforscher Franz Wilhelm Junghuhn an einem Findling an der Teichstraße
- Denkmal von 1982 an der Sekundarschule „Martin Luther“ am Kastanienweg zur Erinnerung an den KPD-Vorsitzenden Ernst Thälmann, der 1944 im KZ Buchenwald ermordet wurde
- Grabstätte auf dem Friedhof des Ortsteiles Siebigerode für einen unbekannten Polen, der als Kriegsgefangener oder nach Deutschland verschleppter Zivilarbeiter ein Opfer von Zwangsarbeit wurde

## Kultur und Sehenswürdigkeiten

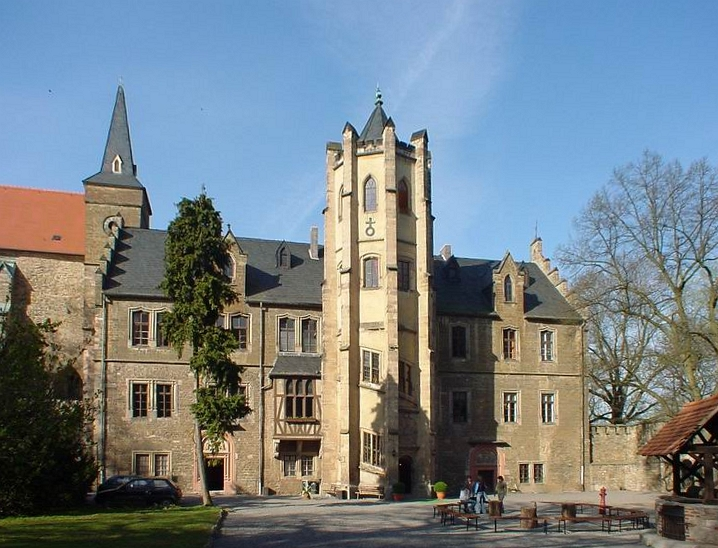
Schloss Mansfeld

- Das Schloss Mansfeld mit Schlosskirche steht auf einer Anhöhe östlich der Stadt. Die einst bedeutende Festung und gleichzeitiger Sitz mehrerer Grafenlinien wurde im 17. Jahrhundert geschleift, sodass heute nur noch ein kleiner Teil erhalten ist.

Mansfeld beherbergt mehrere Sehenswürdigkeiten mit Bezug zu Martin Luther, der hier seine Kindheit verbrachte.

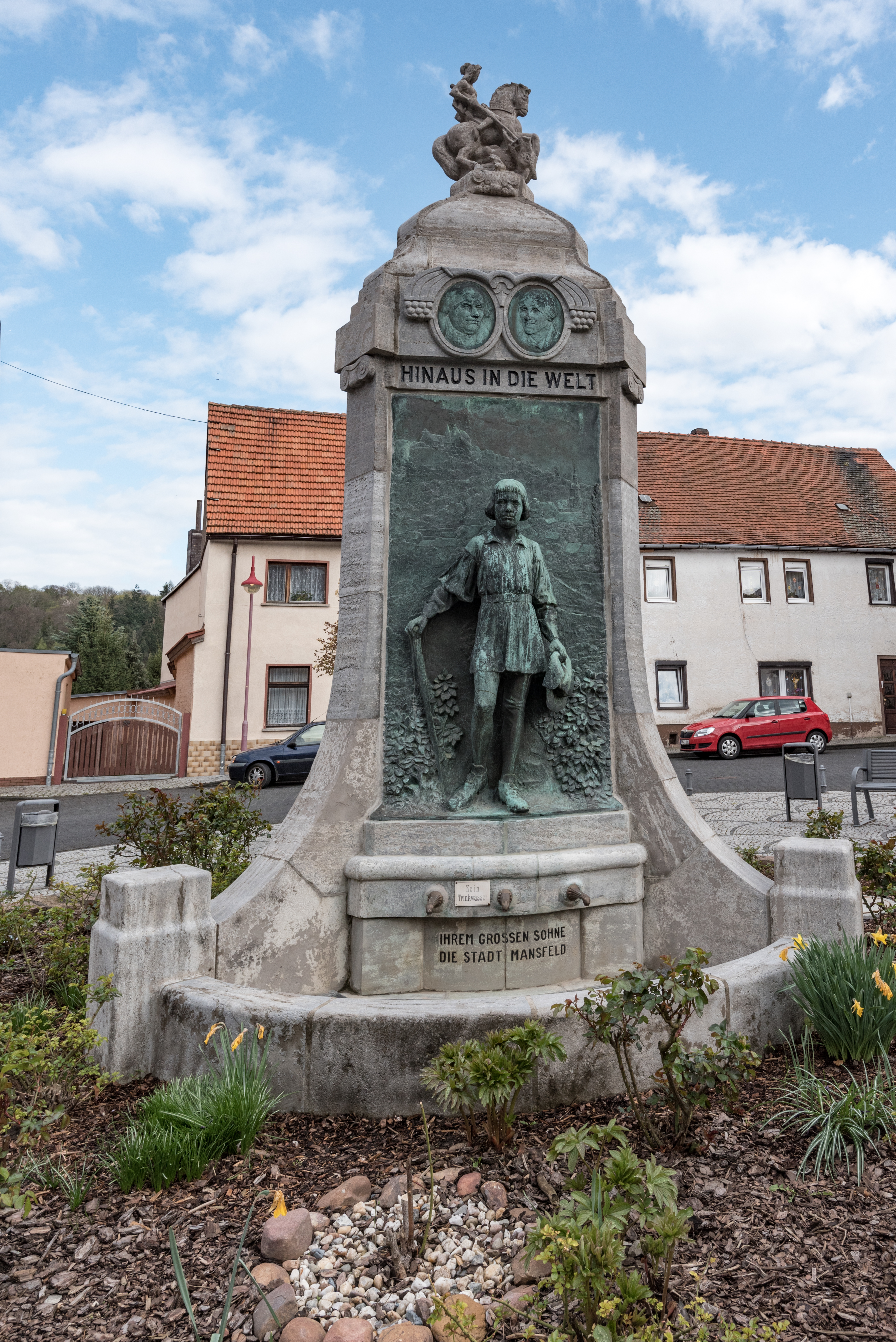
Lutherdenkmal

- Die St.-Georg-Kirche ist die Stadtkirche von Mansfeld. Sie wurde erbaut ab 1397 und enthält Schnitzaltäre aus dem späten 15.  Jahrhundert sowie eine Empore mit 49 Bildtafeln und Lutherporträt von 1540. Martin Luther war hier Ministrant.
- Lutherschule (heute Stadtinformation)
- Luthers Elternhaus, Museum der Stiftung Luthergedenkstätten in Sachsen-Anhalt[18]
- Luther-Museum
- Lutherbrunnen (1913)

Außerdem befinden sich die folgenden weiteren Sehenswürdigkeiten in Mansfeld.
- Junghuhn-Ausstellung im Rektorat des Rathauses
- Schloss Rammelburg, kann nur von außen besichtigt werden.
- Siechenhaus/Johanniterhaus
- Die Kleinbahn Wipperliese fährt von Klostermansfeld über Mansfeld bis Wippra.
- Die historische Gaststätte „Zur guten Quelle“ ist seit 1430 einer der ältesten Gasthöfe Deutschlands (mit Stand 2017 schon längere Zeit geschlossen)
- Eiche bei Rammelburg mit einem Brusthöhenumfang von 7,85 m (2015)[19]

### Sage zur Namensherkunft
Nach einer Sage hielt Kaiser Heinrich einstmals Hof zu Wallhausen, da trug ihm einer seiner Mannen die Bitte an um ein Stück Feld, grenzend an die goldene Aue und so groß, dass er es mit einem Scheffel Gerste umsäen könne. Heinrich kam seiner Bitte nach, denn er liebte ihn um seiner Tapferkeit willen. Der Ritter aber umsähte mit einem Scheffel Gerste die Grenzen der späteren Grafschaft Mansfeld. Da erwachte der Neid der übrigen Ritter und sie sprachen zum Kaiser: „Jener hat deine Gnade gemissbraucht durch trügerische Deutung!“ Aber der Kaiser erwiderte mit Lächeln: „Gesagt ist gesagt, es ist des Mannes Feld.“ Daher stammen der Name Mansfeld und die Gerstenkörner im Wappen der Grafen von Mansfeld.

## Verkehr

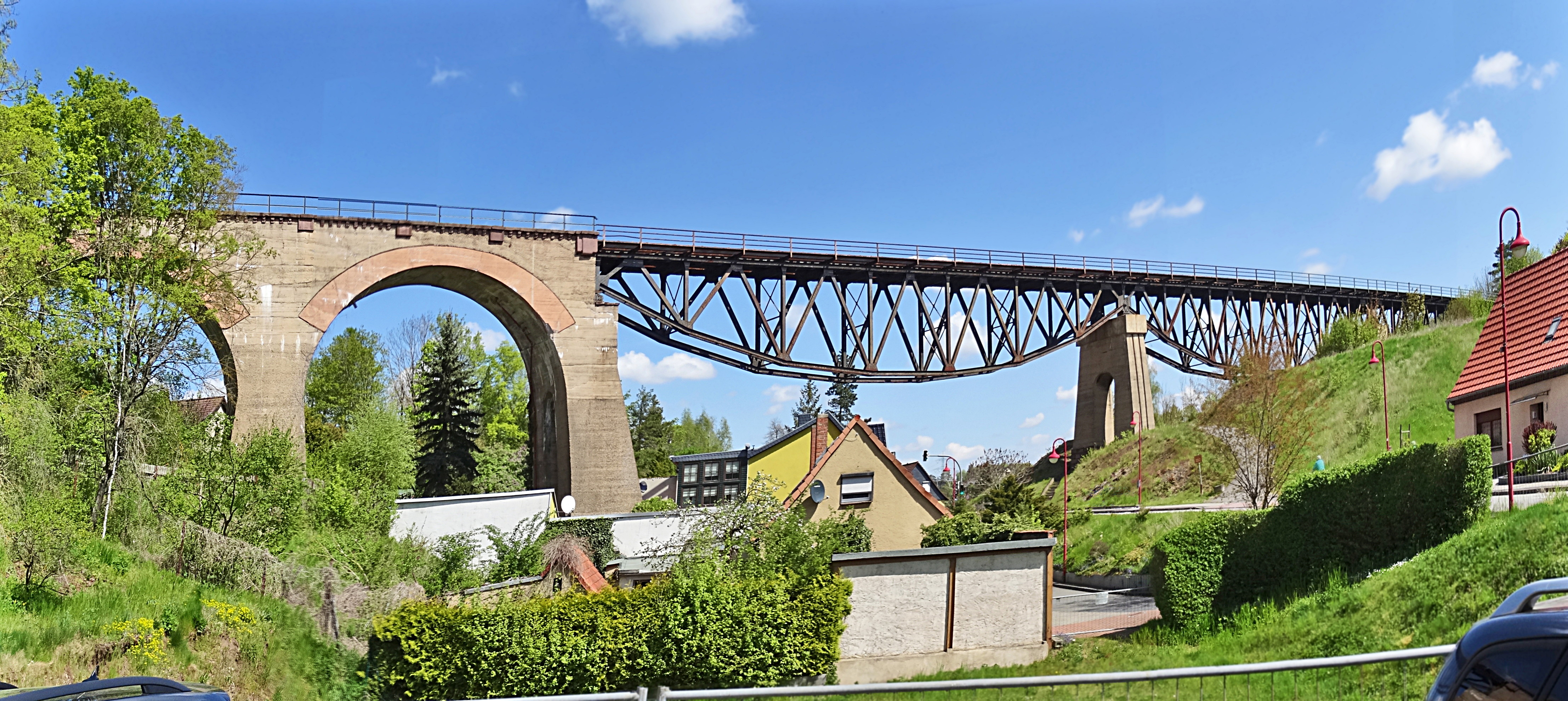
Viadukt der Wipperliese über den Hagenbach

### Bahnanbindung
Mansfeld liegt an der Nebenbahnstrecke von Klostermansfeld nach Wippra. Durch das landschaftlich reizvolle Wippertal verkehrt hier die Wipperliese.
Bis zum 13. April 2015 bestanden tägliche Bahnverbindungen nach Klostermansfeld und Wippra. Danach wurden die Verkehrszeiten im Rahmen des Gelegenheitsverkehrs reduziert auf Wochenenden und Feiertage von Ostern bis 31. Oktober des Jahres.
Der Haltepunkt Mansfeld wird in diesem Zeitraum an den Wochenenden ab 9:30 Uhr als Bestandteil der Strecke 6850 Klostermansfeld – Wippra mit der Wipperliese angefahren.

### Bundesstraßenanbindung
Mansfeld liegt im Schnittpunkt der Bundesstraßen B 242, B 180 und B 86.

### Busanbindung
Der öffentliche Personennahverkehr wird unter anderem durch den PlusBus des Bahn-Bus-Landesnetz Sachsen-Anhalt erbracht. Folgende Verbindung, betrieben von der Verkehrsgesellschaft Südharz, führt durch Mansfeld:
- Linie 420: Hettstedt ↔ Mansfeld ↔ Klostermansfeld ↔ Benndorf ↔ Eisleben

## Persönlichkeiten
- siehe Liste der Persönlichkeiten der Stadt Mansfeld